# Kolonizační rezistence
Kolonizační rezistence je schopnost střevního mikrobiomu zabránit patogenním mikroorganismů v kolonizaci střeva. Její mechanismus zahrnuje produkci antimikrobiálních peptidů, kompetici o zdroje a podporu integrity střevní bariéry.